# Katsue Kitazono
Pour l’article homonyme, voir Takeru Kitazono.
Katsue Kitazono (北園 克衛 Kitazono Katsue, 29 octobre 1902 - 6 juin 1978) est un célèbre poète et photographe japonais, originaire de la ville d'Ise dans la préfecture de Mie